# Breve Miragem de Sol
Breve Miragem de Sol é um filme de 2018 do gênero drama. Dirigido por Eryk Rocha com roteiro de Fabio Andrade, Julia Ariani, Eryk Rocha, é estrelado por Fabrício Boliveira e Bárbara Colen. No Brasil, o filme foi lançado como produção exclusiva do Globoplay em 2020, mas teve sua estreia no Festival de Londres.

## Enredo
Vivendo à própria sorte e recentemente divorciado, o protagonista Paulo (Fabrício Boliveira) começa a trabalhar como taxista durante a noite, no Rio de Janeiro. Lutando para conseguir dinheiro suficiente para pagar a pensão do filho de 10 anos, Paulo trabalha exaustivamente e, nessa jornada noturna, sempre encontra novos rostos que o ajudam a enfrentar a solidão. Entre essas pessoas, está Karina (Bárbara Colen), uma enfermeira que traz a paz e o amor de volta para sua vida.

## Elenco
- Fabrício Boliveira como Paulo
- Bárbara Colen como Karina
- Mathias Wunder como Passageiro Jovem
- Daniel Kristensen como Passageiro Jovem
- Yuri Ribeiro como Passageiro Jovem
- Inês Estevez como Passageira Argentina
- Luis Ziembrowski como Passageiro Argentino
- Nelson Baskeville como Passageiro Executivo
- Maeve Jinkings como Passageira 1
- Márcio Vito como Homem do Bar
- Xando Graça como Homem do Bar
- Sara Hannah como Livia
- Gabriela Carneiro da Cunha como Mulher Misteriosa
- Cadu N. Jay como Mateus

## Recepção
Em sua estreia no Festival de Londres, o filme foi apontado por alguns espectadores como uma trama lenta, o que não atrai o grande público. Entretanto, a atuação do protagonista Fabrício Boliveira foi elogiada e premiada.

### Prêmios e indicações
| Ano  | Prêmio                                      | Categoria             | Indicado           | Resultado | Ref.                |
| ---- | ------------------------------------------- | --------------------- | ------------------ | --------- | ------------------- |
| 2019 | Festival do Rio                             | Melhor Ator           | Fabrício Boliveira | Venceu    | [carece de fontes?] |
| 2019 | Festival do Rio                             | Melhor Cinematografia | Miguel Vassy       | Venceu    | [carece de fontes?] |
| 2019 | Festival do Rio                             | Melhor Montagem       | Melhor Montagem    | Venceu    | [carece de fontes?] |
| 2020 | Festival de Cinema Independente IndieLisboa | Melhor Filme          | Eryk Rocha         | Venceu    | [carece de fontes?] |